# Blanca Gala
Blanca Gala Benavente (Argallón, Fuente Obejuna, Córdoba, 1 de febrero de 1948) es una periodista y pintora española. Fue presentadora de televisión y locutora y actriz de radio española. De 1968 a 1970 presentó el Telediario, convirtiéndose en la primera mujer en presentarlo. Descubrió el óleo a principios de los 80, compaginándolo desde entonces con el mundo de la comunicación, destacando como pintora de marinas.

## Biografía
Nació en la aldea de Argallón (Fuente Obejuna) y desde pequeña le gustaba el dibujo. Realizó sus estudios primero en Las Escolapias de Córdoba y después en Vitoria y Madrid. Empezó a trabajar como secretaria en El Bierzo, abandonó pronto la ocupación para incorporarse como locutora de Radio Córdoba EAJ24 donde permaneció cuatro años.
A los 22 años se casó y en Madrid conoció a Matías Prats quien, viendo en ella un gran potencial, le sugirió realizar unas pruebas en Televisión Española. Fue admitida y de 1968 a 1970, participó en los diferentes informativos, siendo la primera mujer en la historia de la televisión en España que presentó el Telediario. Más tarde presentó el magazín Fórmula todo (1970-1972), Camino de Santiago, Nivel de vida, Nuestra guitarra, Televisión Escolar, Revista de Cine y Espectáculos (Alfonso Sánchez), etc.
A partir de la década de 1970 compaginó sus apariciones en televisión con su trabajo en Radio Nacional de España, destacando como presentadora en varios espacios de Radio Clásica. También participó como actriz de radioteatro en el programa Historias, así como en propuestas dramáticas creativas como el serial de ciencia ficción Cuando Juan y Tula fueron a Siritinga, y anteriormente en El manantial de la noche del espacio Tris Tras Tres de Radio 3.
Amante del dibujo desde la niñez, practica el óleo desde 1980. A pesar de haber entrado en contacto con varios profesores, (Rogelio García Vázquez, Marcos Bustamante y Laureano Sastre) se considera autodidacta. Pertenece a la Asociación de Marinistas Españoles.
En esta faceta ha abordado géneros como el bodegón, el paisaje, el retrato y en especial la marina.